# ويليام لي ميلر
ويليام لي ميلر (بالإنجليزية: William Lee Miller)‏ هو عالم سياسة أمريكي، ولد في 21 أبريل 1926 في بلومنغتون في الولايات المتحدة، وتوفي في 27 مايو 2012 في نيويورك في الولايات المتحدة.